# Вуд, Эндрю
Эндрю Патрик Вуд (англ. Andrew Patrick Wood, 8 января 1966 — 19 марта 1990) — американский рок-музыкант, вокалист и лидер сиэтлских групп Malfunkshun и Mother Love Bone. Экстравагантные наряды в стиле глэм-рока 70-х, напоминающий Роберта Планта вокал и тексты, проповедующие любовь, были отличительными чертами этого музыканта, одного из лучших фронтменов гранжевой сцены.

## Биография
С раннего детства Энди мечтал о славе рок-звезды и уже в четырнадцатилетнем возрасте вместе с братом Кевином сформировал команду Malfunkshun, которую впоследствии критики назовут одной из первых команд, к которой применим термин «гранж». В своих текстах Вуд проповедовал любовь ко всему миру в духе хиппи, что было совсем не характерно для андеграунда того времени. На концертах Эндрю одевался в самые экстравагантные наряды и гримировал лицо в стиле Kiss, которых он очень любил. В восемнадцатилетнем возрасте он впервые попробовал героин, а уже в 1986 году заболел из-за этого гепатитом и был отправлен в реабилитационный центр. Тем временем, Malfunkshun были уже хорошо известны в Сиэтле, но Энди хотелось большего: он собирался стать звездой мирового масштаба.
В 1987 году Эндрю встретился с Джефом Аментом и Стоуном Госсардом, которые тоже мечтали о славе и основал с ними группу Mother Love Bone. Команда начала репетировать и вскоре выпустила первый EP, после чего музыканты принялись за создание полноценного альбома, запись которого продолжалась до осени 1989 года. Однако, в это время у Эндрю вновь начались серьёзные проблемы с героином, и он попал в центр реабилитации алкоголизма и наркомании. Выписавшись оттуда через месяц, он начал посещать встречи обществ анонимных наркоманов.
К началу 1990 года дебютный альбом был готов к выпуску. 16 марта у Эндрю была назначена встреча с одним из работников технического персонала группы, но музыкант на ней не появился. А вечером этого же дня его знакомая пришла к Энди домой и обнаружила его лежащим на кровати без сознания со следом от укола на руке: Вуд ввел себе героин, впервые после 106-дневного перерыва. Ещё два дня он лежал в больнице, подключенный к системе искусственного жизнеобеспечения, но 19 марта врачи констатировали смерть от передозировки и последовавшего за ней кровоизлияния в мозг.
Оставшиеся участники группы решили, что без Вуда продолжать творческую деятельность под вывеской Mother Love Bone бессмысленно, и группа прекратила существование.

## Трибьюты
В 1990 году Крис Корнелл из Soundgarden, бывший сосед Вуда по комнате, предложил Аменту и Госсарду записать совместный альбом в память об Эндрю Вуде. Так родился проект Temple of the Dog, названный в честь строчки из песни Mother Love Bone «Man Of Golden Words».
В 1992 году Джерри Кантрелл написал об Эндрю Вуде песню «Would?», которая стала хитом Alice in Chains и вошла в альбом «Dirt», а также в саундтрек к культовому сиэтлскому фильму «Одиночки».
В 1995 Госсард выпустил «Return To Olympus» — сборник демозаписей Malfunkshun периода 1986—1987 годов.
В 2005 режиссёр Скотт Бэрбор снял об Эндрю Вуде документальный фильм «Malfunkshun: The Andrew Wood Story», премьера которого состоялась на Сиэтлском Международном кинофестивале.

## Группы
- Malfunkshun (1980—1988)
- Mother Love Bone (1988—1990)